# Fungiacyathus symmetricus
Espèce
Statut CITES
Fungiacyathus symmetricus est une espèce de coraux appartenant à la famille des Fungiacyathidae.